# اوخوس دل سالادو
اوخوس دل سالادو، اوخوز دل سالادو یا نوادو اوخوس دل سالادو (به اسپانیایی: Nevado Ojos del Salado) واقع در مرز شیلی و آرژانتین بلندترین آتشفشان جهان است. این آتشفشان در ۲۰ کیلومتری جنوب جاده‌ای که از مرز بین‌المللی در پاسو د سان فرانسیسکو می‌گذرد و در مرکز زنجیره‌ای آتشفشانی به طول بیش از ۸۰ کیلومتر قرار گرفته‌است. اوخوس دل سالادو همچنین دومین قلهٔ مرتفع در رشته‌کوه‌های آند پس از کوه آکونکاگوا در آمریکای جنوبی به‌شمار می‌رود

## مشخصات
قلهٔ مرکب اوخوس دل سالادو که در مسیری شمال شرقی-جنوب غربی امتداد یافته‌است و روی کالدرایی تقریباً مدفون را می‌پوشاند دارای شمار زیادی دهانه، مخروط آذرآواری و گنبدهای گدازهٔ آندزیتی تا ریولیتی بوده و منبع جریان‌های گدازهٔ هولوسینی است. همچنین مطالعات اکتشافی گونزالس فران (۱۹۷۷) و بیکر (۱۹۸۷) در منطقه، این احتمال را مطرح ساخته‌است که تاریخ شکل‌گیری قلهٔ مرکب اوخوس دل سالادو ممکن است به اواخر دورهٔ پلیستوسن برسد.
مطالعهٔ این آتشفشان چینه‌ای در عین حال نشان می‌دهد که جدیدترین فعالیت‌های فورانی آن در اصل در امتداد کافتی شمالی-شمال شرقی به موازات قلهٔ مرکب کوه صورت گرفته و شامل شکل‌گیری جریان گدازه‌ای ضخیم و چسبناک و تشکیل دست کم ۱۲ دهانهٔ انفجاری، گنبد گدازه و مخروط کوچک بوده‌است.

## ارتفاع
برنامهٔ جهانی آتشفشانی (به انگلیسی: Global Volcanism Program) وابسته به مؤسسه اسمیتسونین ارتفاع کوه اخوس دل سالادو را ۶۸۸۷ متر اعلام نموده‌است اما منابع دیگر این ارتفاع را تا ۶۸۹۳متر نیز دانسته‌اند. همچنین در سال ۱۹۵۶ یک گروه اکتشافی شیلیایی ارتفاع این آتشفشان را ۷٬۰۸۳ متر اعلام کردند، یعنی بلندتر از کوه آکونکاگوا و در نتیجه بلندترین قله در نیمکره غربی. اما درستی این گزارش تأیید نگردید.

## دریاچه آتشفشانی
در ارتفاع ۶۳۹۰متری در دیوارهٔ شرقی کوه، دریاچه آتشفشانی دائمی به قطر ۱۰۰ متر و عمق احتمالی ۵ تا ۱۰ متر وجود دارد و گمان می‌رود که این دریاچه، مرتفعترین دریاچهٔ جهان باشد.